# ブートストラップ
ブートストラップ（英語: Bootstrapping）とは一般的な用語として、外部の入力を必要とせずに実行される、自己開始型のプロセスを指す。
コンピューターの分野で（単にブートと呼ばれることも多い）この用語は、電源投入後あるいはリセットの後に、コンピューター上のメモリーに基本的なソフトウェアを読み込むことを指す。特に、必要に応じて他のソフトウェアを読み込む役目を持つオペレーティングシステム自体をロードすることを指す。コンピュータの起動に関しては詳細はブートの記事を参照。
起動以外にコンピュータ関係では「ブートストラップ問題」などといった語もある。コンピュータ以外にも電子回路における手法を指して使われるものや、統計的推論の手法であるブートストラップ法、などといったものがある。
アプリケーションソフトウェアの実行に必要なライブラリやソフトウェアコンポーネントなどを事前にインストールする機能を組み込んだインストーラーのことをブートストラップと呼ぶこともある。
語源や初出については次の節で述べる。

## 語源

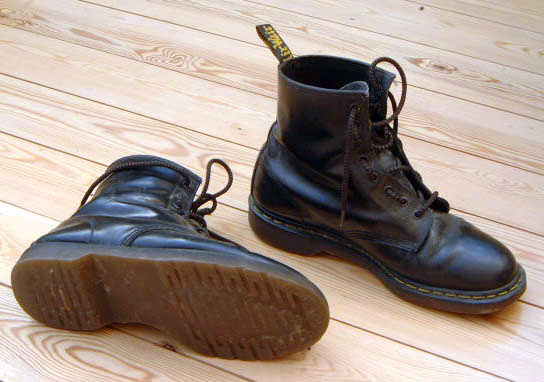
履き口にブートストラップのあるブーツ

背の高いブーツでは、その上部に指やブーツフックを引っ掛けて引き上げるためのつまみや輪がついている。 「自分でブートストラップを引っ張って自分を引っ張り上げる（pull oneself up by one's bootstraps）」という表現は19世紀に、不可能な動作の喩えとして存在した。その表現は少なくとも1834年、『労働者の呼びかけ』における「マーフィーは今や、自分のブーツのストラップを引っ張り上げてカンバーランド川、あるいは納屋のフェンスを超えられるんだろう」という表現が見られる。また、1860年、形而上学的な言及として、「思考がそれ自身を分析しようとする試みというのは、人が自分のブーツのストラップを引っ張って自分を持ち上げようとするようなものだ」という表現がある。1922年、ブートストラップは「人の手を借りない努力で自身をより良くする」という意味の比喩として使用されている。この比喩表現は、「他の助けなしに行われる、自己維持のプロセス」を指す一連の表現に新しい比喩表現をもたらした。

ミュンヒハウゼン男爵は自身の髪を引っ張ることで沼地から脱出する。

この用語はときにルドルフ・エーリヒ・ラスペの『ほら吹き男爵の冒険』に帰すると言われるが、この物語の中で、ミュンヒハウゼン男爵はブートストラップではなく、自分の髪の毛をつかんで自分を引っ張り上げることで沼地から抜け出している。ミュンヒハウゼン男爵の物語のあらゆる版のどこにも、ブートストラップへの明確な言及は見つかっていない。
エンジニア文化にはSFからの影響が見られることがあるが、日本では「時の門」という邦題で知られるハインラインの小説の原題は By His Bootstraps である。

## 注
1. ↑  ブートストラップ パッケージの作成 - Visual Studio (Windows) | Microsoft Docs
2. ↑  Jan Freeman, Bootstraps and Baron Munchausen, Boston.com, January 27, 2009
3. ↑  なお、アンソロジー収録時に The Time Gate という題とされたことがあるので、邦題はそちらからとも思われる。